# Reaper - Tale of a Pale Swordsman
Reaper: Tale of a Pale Swordsman je a videohra vytvořená českým studiem Hexage. Žánrově se jedná o akční RPG. Hra vyšla 9. září 2013 pro Android, IOS, Windows, Windows Phone, OS X a BlackBerry.

## Gameplay
Hráč ovládá černého šermíře a cestuje, na mapě, od vesnice k vesnici. V každé z vesnic lze přijmout quest. Když je quest přijat, tak se hra přepne do bojového módu, který je hratelný jako bojová plošinovka. Hráč zde může získat zkušenosti a zvýšit svůj level. Hra se přepne do bojového módu i v případě, kdy je hráč, během přesunu po mapě, přepaden. Hra také nabízí svobodu rozhodování, kdy se hráč během rozhovorů může rozhodnout jak odpovědět.

## Příběh
Bledý šermíř se probudil ze svého spánku. Ocitá se v tajemné a magické divočině. Vydává se na cestu, aby pomohl místním lidem, které ohrožují bestie snažící se převzít divočinu.

## Přijetí
Hra od recenzentů obdržela kladná hodnocení. Kritici chválili hlavně grafiku, bojové části a zvukovou část hry. Chválu si hra získala i příběhem, i když recenze na Mobilenet.cz jej označila za "nezajímavý". Server Gamewoof označil příběh za nedostačující, ale přesto vtipný. Hra byla kritizována za ovládání na některých zařízeních. Hra byla chválena i za svoji cenu.